# Buena Vista (Geórgia)
Buena Vista é uma cidade localizada no estado americano de Geórgia, no condado de Marion.

## Demografia
Segundo o censo americano de 2000, a sua população era de 1664 habitantes.
Em 2006, foi estimada uma população de 1706, um aumento de 42 (2.5%).

## Geografia
De acordo com o United States Census Bureau tem uma área de 
8,5 km², dos quais 8,4 km² cobertos por terra e 0,1 km² cobertos por água. Buena Vista localiza-se a aproximadamente 162 m acima do nível do mar.

## Localidades na vizinhança
O diagrama seguinte representa as localidades num raio de 32 km ao redor de Buena Vista. 